# Ochroma
Ochroma é um género botânico pertencente à família Malvaceae.

## Espécies
O gênero apresenta uma única espécie:
- Ochroma pyramidale (Cav. ex Lamk) Urban

### Sinônimos
- Ochroma bicolor Rowlee
- Ochroma boliviana Rowlee
- Ochroma concolor Rowlee
- Ochroma grandiflora Rowlee
- Ochroma lagopus Sw.
- Ochroma limonensis Rowlee
- Ochroma obtusa Rowlee
- Ochroma peruviana Johnston
- Ochroma velutina Rowlee.

### Nome comercial
- Balsa, madeira comercial muito apreciada por sua leveza e resistência, sendo ideal para a construção de aeromodelos.